# Alhajarmyia
Alhajarmyia (лат.) — род двукрылых из семейства Vermileonidae.

## Описание
Мухи янтарно-желтой или оранжево-коричневой окраской с тонким удлиненным хоботком. Наличник выступающий. На вершине щупиков имеется сенсорная ямка. Жгутик усика трёхчлениковый. Голени задних ног шире бедер и на вершине утолщены на вершине. Эдеагус самцов образует склеротизованную трубку, внутри которой расположена эякуляторная аподема, которая представляет собой тонкий неправильно изогнутый стержень.

## Экология
Личинки Alhajarmyia umbraticola найдены в пылевидном субстрате на дне углублений в затенённых выступах скал, в пещерах и заброшенных домах на высоте 1800—2500 м.

## Классификация
Род описан Брайаном Штукенбергом в 2003. Название дано по названию гор Хаджар в Омане, где был обнаружен первый вид рода. Второй вид был описан в 2015 году.
- Alhajarmyia stuckenbergi Swart, Kirk-Spriggs & Copeland, 2015
- Alhajarmyia umbraticola (Stuckenberg & Fisher, 1999)

## Распространение
Встречаются в Восточной Африке (Кения) и Омане.